# Bruck an der Mur (distrikt)
Bruck an der Mur var ett distrikt i förbundslandet Steiermark i Österrike. Det slogs den 1 januari 2013 samman med distriktet Mürzzuschlag och bildade det nya distriktet Bruck-Mürzzuschlag.
Distriktet bestod av 21 kommuner, varav tre stadskommuner och sju köpingskommuner:
Stadskommuner (Stadtgemeinden):
- Bruck an der Mur
- Kapfenberg
- Mariazell

Köpingskommuner (Marktgemeinden):
- Aflenz Kurort
- Breitenau am Hochlantsch
- Oberaich
- Sankt Lorenzen im Mürztal
- Sankt Marein im Mürztal
- Turnau
- Thörl

Kommuner (Gemeinden):

- Aflenz Land
- Etmißl
- Frauenberg
- Gußwerk
- Halltal
- Parschlug
- Pernegg an der Mur
- Sankt Ilgen
- Sankt Katharein an der Laming
- Sankt Sebastian
- Tragöß